# Ким, Сергей Алексеевич
Серге́й Алексе́евич Ким (род. 10 марта 1937, с. Коручхоз, Шмаковский район, Приморский край, РСФСР) — российский экономист, специалист в области управления народным хозяйством, педагог. Доктор экономических наук, профессор, почётный работник высшего профессионального образования Российской Федерации.

## Биография
С. А. Ким родился в Шмаковском районе Приморского края.
В 1954 году окончил школу № 27 им. Большевика Средне-Чирчикского района Ташкентской области.
В 1959 году окончил инженерно-экономического факультета Московского технологического института лёгкой промышленности, специальность: «Экономика и организация промышленности предметов широкого потребления». Квалификация по диплому — инженер-экономист.
С 1963 года инженер-экономист, начальник планово-производственного отдела Нальчикского комбината «Искож» Кабардино-Балкарской АССР; старший экономист Кабардино-Балкарского Совнархоза.
В 1963—1965 годах аспирант Всесоюзного заочного института текстильной и лёгкой промышленности (очная форма обучения), затем ассистент кафедры экономики, организации и планирования производства Московского технологического института.
В 1966—1973 годах старший преподаватель, заведующий кафедрой экономики и организации машиностроения, проректор по учебной работе, проректор по научной работе Иркутского института народного хозяйства.
В 1972 году защитил диссертацию на соискание учёной степени доктора экономических наук, на тему: «Теоретические основы стадийно-поточного изготовления продукции и повышение эффективности производства».
В 1974—1990 годах профессор, заведующий кафедрой отраслевых экономик Гомельского государственного университета, учёное звание «профессор» присвоено по кафедре отраслевых экономик (1976).
В 1977—1978 годах служебная командировка в Монгольскую Народную Республику, консультант Монгольского государственного университета.
В 1983—1985 годах консультант Министерства высшего образования Республики Куба (Гавана).
В 1990—2004 годах профессор, заведующий кафедрой экономики и предпринимательской деятельности, проректор по учебной работе, проректор по научной работе, главный консультант Российской инженерной академии менеджмента и агробизнеса.
В 2004—2007 годах профессор кафедры предпринимательства, управления и маркетинга Российского государственного социального университета.
В 2007—2011 годах профессор кафедры менеджмента Московского городского университета управления Правительства Москвы.
В 2002—2017 годах заведующий кафедрой менеджмента и маркетинга, затем кафедрой государственного и муниципального управления Московского регионального социально-экономического института (по совместительству).
Сергей Алексеевич Ким умер 24 октября 2021 года на 85-м году жизни в г. Мытищи (Московская область). Похоронен на Волковском кладбище города.

## Научная и педагогическая деятельность
Профессор С. А. Ким — учёный в области экономики и управления народным хозяйством. Разработанные им теоретические основы стадийно-поточного изготовления продукции с точки зрения повышения эффективности производства нашли широкое применение в работах и теоретиков-исследователей, и практиков.
Он впервые распространил принципы поточного производства на взаимосвязанные отрасли народного хозяйства, разработал критерии и показатели эффективности функционирования народнохозяйственных комплексов. Эта проблема стала особенно актуальной в связи с разрывом производственно-экономических связей в результате распада Советского Союза.
Автор более 200 научных работ, в том числе 16 монографий, учебников и учебных пособий. Разработал концепцию развития Российской инженерной академии менеджмента и агробизнеса. Под научным руководством и при научном консультировании профессора С. А. Кима подготовлены 18 кандидатов и докторов экономических наук.

### Научные труды
1. Плановые расчеты на промышленных предприятиях // Иркутск: Восточно-Сибирское книжное издательство, 1971. — 107 стр. — Соавт.: П. С. Пушкин;
2. Организация и планирование промышленного производства / Учебное пособие для вузов // Минск: Высшая школа, 1980. — 256 стр. — Соавт.: П. С. Пушкин, С. И. Овчинников;
3. Техпромфинплан предприятия (объединения) в новых условиях хозяйствования / Учебное пособие // Гомель, ГГУ, 1981. — 52 стр. — Соавт.: Т. М. Голубева;
4. Совершенствование управления производством в легкой промышленности // Москва: Легпромбытиздат, 1985. — 144 стр. — Соавт.: В. А. Уразов;
5. Основы управления / Учебное пособие // Минск: Высшая школа, 1985. — 208 стр. — Соавт.: Е. Е. Вершигора, М. В. Научитель;
6. Экономика отраслей народного хозяйства. Учебное пособие для вузов // Минск: Высшая школа, 1987. — 255 стр. — Соавт.: Б. И. Врублевский, И. П. Трацевский и др.;
7. Теория горизонтальной интеграции и оценка потенциала развития экономики регионов / Монография // Москва: МГУЛ, МПА-РИАМА, 2000. — 311 стр.;
8. Маркетинг. Учебное пособие / Допущено УМО по образованию в области коммерции, маркетинга и рекламы в качестве учебного пособия для студентов вузов // Москва: ИТК «Дашков и Ко», 2008. — 240 стр.;
9. Управление производством на принципах потока / Монография // Москва: Спутник плюс, 2009. — 107 стр.;
10. Маркетинг / Учебник // Москва: ИТК «Дашков и Ко», 2010. — 260 стр.
11. Полный цикл в экономике/Препринт//Мытищи, 13 июля 2020

## Семья
- Отец — Алексей Николаевич Ким (1906—1975), родился в Уссурийском крае в крестьянской семье. Был репрессирован и выслан со всей семьёй в Средне-Чирчикский район Узбекистана. В дальнейшем реабилитирован.
- Мать — Любовь Андреевна Ли (род. в Уссурийском крае, 1912—1981) — домохозяйка. Разделила судьбу мужа, А. Н. Кима, жила с ним вначале в Шмаковском районе Приморского края, а затем в Узбекистане и в Казахстане. Образования не получила. Свободно владела корейским языком, самостоятельно освоила корейскую письменность.

## Награды и звания
- Медаль «За доблестный труд. В ознаменование 100-летия со дня рождения Владимира Ильича Ленина» (1970);
- медаль «50 лет Монгольской Народной Революции» (1971);
- орден «Знак Почёта» — за активную научно-педагогическую деятельность (1971);
- медаль «Дружба» (Монгольская Народная Республика) (1979);
- медаль «Ветеран труда» (1989);
- серебряная медаль ВДНХ СССР — за достижения в развитии народного хозяйства (1991);
- действительный член Международной педагогической академии (1999);
- Почётный работник высшего профессионального образования Российской Федерации (2001).